# Excursion Inlet
Excursion Inlet és una concentració de població designada pel cens dels Estats Units a l'estat d'Alaska. Segons el cens del 2000 tenia 10 habitants.

## Demografia
Segons el cens del 2000, Excursion Inlet tenia 10 habitants, 8 habitatges, i 2 famílies La densitat de població era de 0,1 habitants/km².
Per edats la població es repartia de la següent manera: un 0% tenia menys de 18 anys, un 0% entre 18 i 24, un 30% entre 25 i 44, un 20% de 45 a 60 i un 50% 65 anys o més.
L'edat mediana era de 60 anys. Per cada 100 dones hi havia 400 homes. Per cada 100 dones de 18 o més anys hi havia 400 homes.
La renda mediana per habitatge era de 16.250 $ i la renda mediana per família de 10.000 $. Els homes tenien una renda mediana de 38.750 $ mentre que les dones 0 $. La renda per capita de la població era de 18.188 $. Aproximadament el 50% de les famílies i el 25% de la població estaven per davall del llindar de pobresa.

## Poblacions més properes
El següent diagrama mostra les poblacions més properes.